# Yasmina Benslimane
Yasmina Benslimane   (Rabat, c. 1994) és una activista pels drets humans i feminista marroquina.

## Formació
Es va començar a educar al Marroc, a través del sistema francès. Va graduar-se en Ciències Polítiques a la Universitat de San Luis de Madrid el 2017 i més tard va estudiar un màster en Dret Internacional i Resolució de Disputes a la Universitat per la Pau. El 2022, estudiava un segon màster, aquest en Estudis de Protecció dels Refugiats i la Migració Forçada a la School of Advanced Study, pertanyent a la Universitat de Londres.

## Carrera

### Politics4Her
Advoca pels drets de les dones, la igualtat de gènere, l'autonomia de la dona i la interseccionalitat. També s'involucra en altres àmbits, com la política, les relacions internacionals, la migració i els drets humans. La combinació d'aquests concerniments va portar-la a crear el blog Politics4Her l'any 2017, mitjançant el qual pretén impulsar la participació política de les dones, sobretot les jóvens. Així mateix, les encoratja a prendre un rol actiu en la societat civil, en la política institucional o en posicions de lideratge. L'equip al darrere del blog està compost de voluntaris d'arreu del món i el 2023 va seleccionar una vintena d'ambaixadors que seran formats en térmens de lideratge.
Politics4Her col·labora amb agències de les Nacions Unides, organitzacions internacionals i moviments de base per a assistir refugiats, migrants, sol·licitants d'asil, nenes i dones jóvens d'àrees rurals, nenes i dones indígenes, membres del col·lectiu LGBTQIA+ i nenes i dones discapacitades. Fins a mitjan 2023, ja havia ajudat més de 20.000 persones.
El setembre del 2023, en haver-hi un gran terratrèmol a Marràqueix-Safi, ella i l'equip de Politics4Her van publicar un manifest en què demanaven que es tinguessin en compte les especificitats de cada sexe durant el rescat. En el cas de les dones, eren la pobresa periòdica i el matrimoni forçat. El mateix mes, van llançar Skills4Her, un projecte que vol proveir les dones jóvens de competència digital per a créixer professionalment, desenvolupar-se com a líders i dur a terme activisme a internet.

### Altres
Forma part d'altres organitzacions sense ànim de lucre en tant que mentora, consellera i membre del consell d'administració. En totes, ajuda les dones jóvens a desenvolupar habilitats de lideratge. Entre d'altres, és membre de Women Deliver, una entitat que promou la igualtat de gènere, i de l'Associació de les Nacions Unides dels Estats Units d'Amèrica. Té una àmplia experiència en organitzacions de drets humans, com ara ONU Dones, UNICEF, el Programa de les Nacions Unides per al Desenvolupament, l'Organització Internacional per a les Migracions i l'Alt Comissariat de les Nacions Unides per als Refugiats. També ha pertangut a la Migration Youth and Children Platform i el United Nations Major Group for Children and Youth. A banda, té un programa de coaching i ha fet conferències sobre qüestions socials a universitats, programes de ràdio i ONGs.

## Ideologia política
És una feminista interseccional, panafricanista i proelecció que està en contra de la pobresa menstrual i a favor de la sostenibilitat.

## Reconeixements
El 2022, la Universitat de San Luis va distingir-la entre els exalumnes com la líder emergent. El 2023, va ser inclosa en la llista de dones més influents de l'any de la BBC i en la llista 30 Under 30 de Forbes a escala porto-riquenya. A més, és considerada una constructora de pau per ONU Dones.

## Vida personal
Va néixer a Rabat i va ser criada al Marroc per una mare soltera. Els seus avis eren polítics. En total, ha viscut a set països, d'entre els quals Costa Rica, Puerto Rico (concretament, a San Juan) i Dubai. Al llarg dels anys, ha entrat en contacte amb diferents cultures, amb la qual cosa ha hagut d'afrontar situacions com racisme, xenofòbia, islamofòbia i tokenisme. S'identifica com una ciutadana del món.